# ناحوم تيت

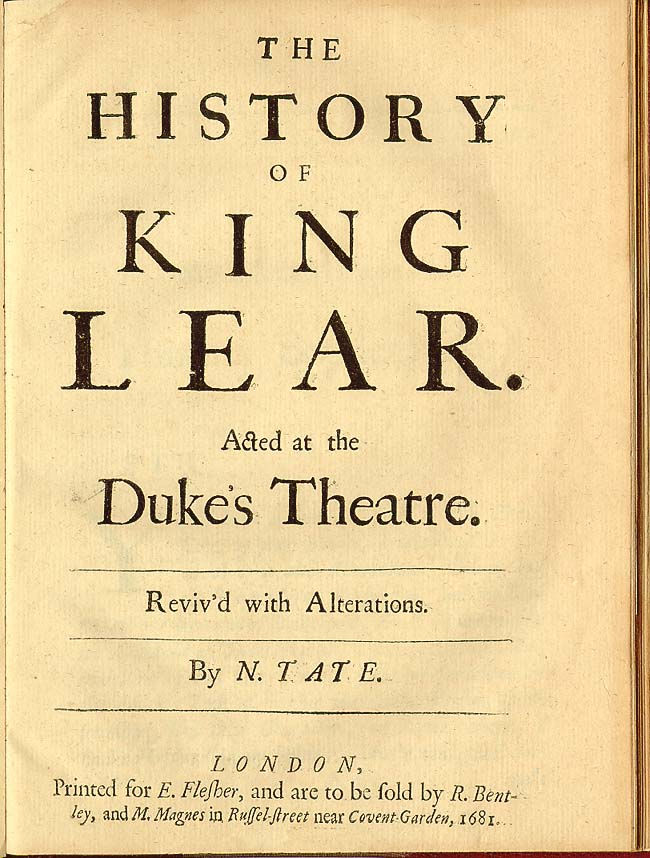
تاريخ الملك لير (وهو اقتباس من مأساة شكسبير بقلم ناهوم تيت) من عام 1681.

ناحوم تيت (بالإنجليزية: Nahum Tate) (1652 - 1715 م) هو شاعر وكاتب مسرحي إنكليزي.
وضع عدة مسرحيات، لكنه اشتهر أكثر ما اشتهر بالتعديل الذي أدخله على مسرحية «الملك لير» لشيكسبير والذي استبدل نهايتها الحزينة بأخرى سعدية (عام 1681 م).

## روابط خارجية
- ناحوم تيت على موقع IMDb (الإنجليزية)
- ناحوم تيت على موقع الموسوعة البريطانية (الإنجليزية)
- ناحوم تيت على موقع ميوزك برينز (الإنجليزية)
- ناحوم تيت على موقع إن إن دي بي (الإنجليزية)
- ناحوم تيت على موقع ديسكوغز (الإنجليزية)
- ناحوم تيت على موقع قاعدة بيانات الفيلم (الإنجليزية)